# 武谷なおみ
武谷 なおみ（たけや なおみ、1948年 - ）は、日本のイタリア文学者。大阪芸術大学芸術学部文芸学科元教授。シチリア文学の第一人者。
兵庫県神戸市生まれ。甲南女子中学校・高等学校を経て、津田塾大学学芸学部英文学科を卒業。京都大学大学院文学研究科博士課程単位取得退学（専攻：イタリア文学）。中学生時代からジュリエッタ・シミオナートと文通をしており、イタリア文学研究を志した。イタリア政府給費留学生としてローマ大学文哲学部に留学。須賀敦子とも1970年代から交流が有った。
大阪芸術大学講師だった1992年に『古代ローマの饗宴』の翻訳で第5回ピーコ・デッラ・ミランドラ賞受賞。2015年、編訳『短篇で読むシチリア』、『ランペドゥーザ全小説』の翻訳などによる長年のシチリア文学研究で、地中海学会賞受賞。2016年、井植文化賞（文化芸術部門）受賞。

## 著書
- 『プリマドンナへの道 シミオナートのリンゴとビスケット』（芸術現代社） 1977年10月
- 『イタリア覗きめがね スカラ座の涙、シチリアの声』（日本放送出版協会、NHKブックス） 2000年9月
- 『カルメンの白いスカーフ 歌姫シミオナートとの40年』（白水社） 2005年11月
- 『La casa appoggiato al pino, Franco Sciardelli』（Milano） 1999年

## 翻訳
- 『人間と人間にあらざるものと』（エリオ・ヴィットリーニ、共訳、松籟社） 1981年12月
- 『古代ローマの饗宴』（プリーナ・リコッティ、平凡社） 1991年8月、のち講談社学術文庫 2011年5月
- 『ちいさなマフィアの話』（レオナルド・シャーシャ、白水社） 1994年11月
- 『短篇で読むシチリア』（みすず書房、大人の本棚） 2011年1月：7名14作品を編訳
- 『ランペドゥーザ全小説』（ジュゼッペ・ランペドゥーザ、脇功と共訳、作品社） 2014年8月